# Rio Mato Rico
O rio Mato Rico é um rio brasileiro que banha o estado do Paraná.